# لاند هادلن (زامتگمایند)
لاند هادلن (زامتگمایند) (به آلمانی: Samtgemeinde Land Hadeln) یک منطقهٔ مسکونی در آلمان است که در کوکسهاون واقع شده‌است.